# Ilya Andreyevich Altyshev
Ilya Andreyevich Altyshev (tiếng Nga: Илья Андреевич Алтышев; sinh ngày 26 tháng 1 năm 1997) là một cầu thủ bóng đá người Nga thi đấu cho F.K. Orenburg-2.

## Sự nghiệp câu lạc bộ
Anh có màn ra mắt tại Giải bóng đá chuyên nghiệp quốc gia Nga cho F.K. Orenburg-2 vào ngày 27 tháng 7 năm 2017 trong trận đấu với FC Chelyabinsk.